# Trichomycterus bomboizanus
Trichomycterus bomboizanus är en fiskart som först beskrevs av Tortonese 1942.  Trichomycterus bomboizanus ingår i släktet Trichomycterus och familjen Trichomycteridae. Inga underarter finns listade i Catalogue of Life.